# Finding My Way
Finding My Way är en låt av Rush. Låten släpptes som singel och återfinns på albumet Rush, utgivet den 1 mars 1974. Låten skrevs av Alex Lifeson och Geddy Lee. 
Rush spelade låten live 297 gånger och den sista gången var 1985.

## Musiker
- Geddy Lee – sång, elbas
- Alex Lifeson – gitarr, sång
- John Rutsey – trummor, sång